# Bambolim
Bambolim är en ort i Indien.   Den ligger i distriktet North Goa och delstaten Goa, i den sydvästra delen av landet, 1 500 km söder om huvudstaden New Delhi. Bambolim ligger 70 meter över havet och antalet invånare är 5 441.
Terrängen runt Bambolim är platt. Havet är nära Bambolim åt sydväst. Runt Bambolim är det tätbefolkat, med 819 invånare per kvadratkilometer. Närmaste större samhälle är Marmagao, 9,2 km sydväst om Bambolim. I omgivningarna runt Bambolim växer huvudsakligen savannskog.